# Angolyppa
Angolyppa is een geslacht van hooiwagens uit de familie Assamiidae.
De wetenschappelijke naam Angolyppa is voor het eerst geldig gepubliceerd door Lawrence in 1957. 

## Soorten
Angolyppa is monotypisch en omvat slechts de volgende soort:
- Angolyppa scabra